# 1870年代
| 千纪： | 2千纪                                                                                            |
| 世纪： | 18世纪 \| 19世纪 \| 20世纪                                                                       |
| 年代： | 1840年代 \| 1850年代 \| 1860年代 \| 1870年代 \| 1880年代 \| 1890年代 \| 1900年代                 |
| 年份： | 1870年 \| 1871年 \| 1872年 \| 1873年 \| 1874年 \| 1875年 \| 1876年 \| 1877年 \| 1878年 \| 1879年 |

## 大事记
- 1870年2月3日——美國憲法第15修正案通過，給予黑人投票權。
- 1870年5月25日——英国爆发爱尔兰自治运动。
- 1870年6月21日——天津教案发生。
- 1870年7月19日——普法戰爭爆发。
- 1870年9月4日—— 巴黎爆发革命，宣布建立共和国，这是法国历史上第三个共和国。
- 1871年1月18日——普魯士國王威廉一世在巴黎登基為皇帝，德意志帝国建立，德国统一。
- 1871年5月10日——普法戰爭結束，根據法蘭克福條約，法國割讓阿爾薩斯和洛林。
- 1871年5月15日——德國頒佈第175條，開始了德國迫害同性戀者的歷史。
- 1871年9月13日——《中日通商章程》在天津签订。
- 1871年12月24日——朱塞佩·威尔第的著名歌劇《阿依達》在埃及開羅的歌劇院（Khedivial Opera House）首演。
- 1872年3月1日——黃石國家公園在美國成立，這是世界上第一個國家公園。
- 1872年8月11日——清朝政府首次派遣留学生出洋。
- 1872年9月2日——第一国际在海牙召开代表大会
- 1873年5月21日——江西瑞昌群众拆毁美国教堂。
- 1874年2月12日——夏威夷王國卡拉卡瓦國王登基。
- 1874年9月22日——甲戌風災，死亡至少27,500人。
- 1874年10月9日——万国邮政联盟成立。
- 1875年2月25日——同治帝病逝，光緒帝即位。兩宮太后垂簾聽政。
- 1875年5月3日——左宗棠奉命收复新疆。
- 1876年3月10日——亚历山大·格拉汉姆·贝尔發明電話
- 1876年7月15日——第一国际宣佈解散。
- 1876年11月26日——威利斯·開利發明空調冷氣
- 1877年3月4日——拉瑟福德·伯查德·海斯就任美国总统，标志着民主重建的结束。
- 1877年4月14日——左宗棠的湘軍在前一年收復北疆之后，攻入新疆南部，繼續「清军收复新疆之战」，并在本年收復全部南疆。
- 1878年1877年5月10日——羅馬尼亞宣佈獨立。

- 1878年2月2日——希腊向土耳其宣战。
- 1878年2月19日——托马斯·爱迪生申请唱片机的专利。
- 1878年3月3日——俄土战争结束。在俄罗斯的帮助下，保加利亚脱离土耳其，建立保加利亚王国。
- 1878年3月9日——中国在天津、上海、北京、烟台和营口开始试办邮政。

- 1878年7月13日——塞尔维亚独立。
- 1878年8月15日——中国的第一套邮票，大龙邮票，发行。
- 1879年1月22日——祖魯在伊散德爾瓦納戰役（Battle of Isandlwana）中擊敗英國軍隊。
- 1879年7月4日——英国及祖魯爆發烏倫迪之役（Battle of Ulundi），祖魯戰敗，英祖战争正式結束。
- 1879年10月21日——美国科学家托马斯·爱迪生发明了电灯。

## 出生
- 1870年4月10日——列宁，俄國革命家（1924年逝世）
- 1870年8月31日——马利亚·蒙特梭利，意大利教育家（1952年逝世）
- 1870年9月26日——克里斯蒂安十世，丹麦国王。（1947年逝世）
- 1871年8月14日——載湉，即光緒帝（1908年逝世）
- 1871年8月19日——奥维尔·莱特，美国飞机设计师和发明家（1948年逝世）
- 1871年8月30日——恩那斯特·盧瑟福（Ernest Rutherford），物理科學家，生於新西蘭
- 1872年5月18日——伯特兰·罗素，英国哲学家，逻辑学家，出生於英國南威爾斯（1970年2月2日逝世）
- 1872年6月27日——希伯·柯蒂斯，美国天文学家
- 1872年7月4日——卡尔文·柯立芝，美国第30届总统（1933年1月5日逝世）
- 1873年2月23日——梁启超，中国思想家（1929年逝世）
- 1873年4月1日——拉赫曼尼諾夫，俄國作曲家、指揮家及鋼琴演奏家（1943年逝世）
- 1874年2月15日——欧内斯特·沙克尔顿，英国南极探险家（1922年1月5日逝世）
- 1874年9月13日——勋伯格，奥地利作曲家
- 1874年10月25日——黄兴，辛亥革命先驱（1916年10月31日逝世）
- 1874年11月23日——西奥多·赖曼，美国物理学家
- 1874年11月30日——温斯顿·丘吉尔，英国前首相（1965年1月24日逝世）
- 1875年1月2日（清同治十三年十一月二十五日）——沈钧儒，中國学者（1963年逝世）。
- 1875年2月1日——雅娜·卡爾曼特，有紀錄以來最長壽的人。（1997年逝世）
- 1875年11月8日——秋瑾，中國女革命家。（1907年逝世）
- 1876年1月12日——傑克·倫敦，美國作家
- 1876年6月23日——刘育才,籍贯古闽同安县, 旅荷著名华商 资本家 慈善家 曾2度被民国总统(徐世昌,黎元洪)授予三等奖章
- 1876年11月9日——野口英世，日本著名醫學家，曾被三度提名诺贝尔医学奖
- 1876年12月20日——沃尔特·亚当斯，美国天文学家。
- 1877年12月3日——王国维，中国清代学者。（1927年逝世）
- 1877年9月11日——费利克斯·埃德蒙多维奇·捷尔任斯基，苏联领导人。（1926年逝世）
- 1878年2月5日——安德鲁·雪铁龙，法国汽车先驱（1935年逝世）
- 1878年2月14日——广田弘毅，日本外交官、政治家（1948年逝世）
- 1878年5月10日——古斯塔夫·施特雷泽曼，德国政治家（1929年逝世）
- 1878年5月28日——伯希和，法国汉学家、探险家（1945年逝世）
- 1878年7月27日——松井石根，日本陸軍上將（1948年逝世）
- 1878年10月1日——黄炎培，中国教育家（1965年逝世）
- 1878年11月7日——莉泽·迈特纳，奥地利—瑞典物理学家（1968年逝世）
- 1879年3月14日——愛因斯坦，美国物理学家，相對論的创立者
- 1879年9月2日——安重根，朝鮮人，日本政治家伊藤博文刺客。（1910年3月26日逝世）
- 1879年9月14日——余云岫，近代中国提倡全面废除中医的代表人物。（1954年1月3日逝世）
- 1879年9月27日——漢斯·哈恩，奧地利數學家
- 1879年10月9日——陈独秀，中国近代思想家，政治家。
- 1879年10月9日——劳厄，物理学家，发现晶体X-射线衍射
- 1879年12月21日——斯大林，苏联国家领导人。
- 1879年12月28日——奥古斯特·普丰特，美国物理学家

## 逝世
- 1870年6月9日——查尔斯·狄更斯，英国作家。
- 1870年8月22日——馬新貽，清朝两江总督，被刺客刺死。
- 1870年10月12日——羅伯特·李將軍，美国軍隊的总司令。
- 1870年12月5日——大仲马，法国作家。
- 1872年4月2日——塞缪尔·摩斯，美国发明家（1791年出生）
- 1875年1月12日——清穆宗愛新覺羅載淳，同治帝
- 1875年1月20日——讓-弗朗索瓦·米勒，法國巴比松派畫家。
- 1875年2月17日——弗里德里希·阿格兰德，普鲁士天文学家，编辑出版了波恩星表
- 1875年2月22日——讓-巴蒂斯·卡米耶·柯洛，法國著名的巴比松派畫家。
- 1875年6月3日——乔治·比才，法国作曲家
- 1875年8月4日——安徒生，丹麦童话作家（1805年出生）
- 1875年9月9日——查理·义律，英國駐華商務總監。（1801年出生）
- 1877年9月24日——西鄉隆盛，日本陸軍大將於鹿兒島縣城山（1828年1月23日出生）
- 1877年9月24日——桐野利秋，日本陸軍少將於鹿兒島縣城山（1838年12月出生）
- 1877年12月31日——居斯塔夫·库尔贝，法国著名画家，现实主义画派的创始人（1819年出生）
- 1878年2月7日——庇护九世，教皇（出生1792年）
- 1878年5月14日——大久保利通，明治維新的政治家在紀尾井町清水阪遭石川縣士族殺害，與西鄉隆盛及木戶孝允並稱維新三傑（出身1830年）
- 1879年11月5日——詹姆斯·克拉克·麦克斯韦，英国物理学家。